# Blink (comics)
Pour les articles homonymes, voir Blink.
Blink, de son vrai nom Clarice Ferguson, est une super-héroïne appartenant à l'univers de Marvel Comics. Créé par le scénariste Scott Lobdell et le dessinateur Joe Madureira, le personnage de fiction apparaît pour la première fois dans le comic book Uncanny X-Men #317 en 1994.
Le personnage meurt un an après sa création mais une version alternative apparaîtra dans Age of Apocalypse puis dans Les Exilés. La popularité de ce personnage alternatif a entrainé le retour en 2009 de la version d'origine dans l'univers principal.

## Biographie du personnage

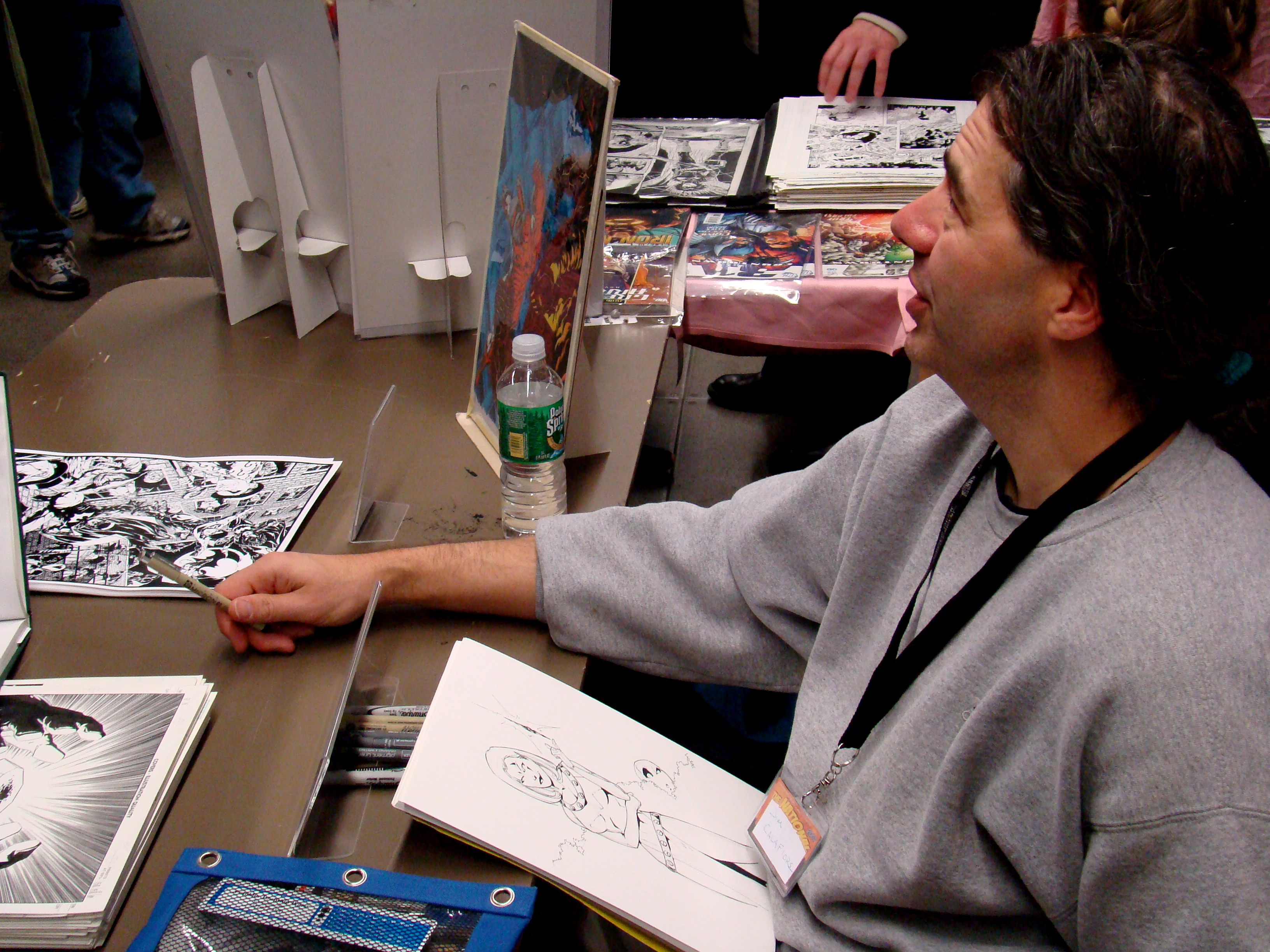
Le dessinateur Jim Calafiore en 2007 avec devant lui un croquis de Blink.

Dans la continuité principale, le passé de Clarice est relativement inconnu. Elle fait sa première apparition lors du Complot Phalanx. Capturée avec Monet Saint Croix, Husk, Skin et Gregor, elle est enfermée dans une cellule. Monet comprend rapidement que Gregor est un traître et le met hors-circuit. Les jeunes mutants s'enfuient de leurs cellules et se retrouvent aux prises avec les Phalanx. Un petit groupe de X-Men (composé notamment d'Emma Frost, le Hurleur, Jubilé, Dents-de-sabre, Synch) vient à leur aide.
Le combat ne tourne pas en leur faveur. Clarice est obligé de se sacrifier et de téléporter le Phalanx Harvester tout en sachant qu'elle ne contrôle pas son pouvoir et va mourir dans l'opération. Plus tard, Séléné trouve son âme dans l'Érèbe (un des enfers), et la ramène. Afin de la rallier à sa cause, Séléné lui raconte qu'Emma Frost l'a entendu mais ne l'a pas secouru. Elle lui apprend à maitriser son pouvoir de téléportation. Blink assiste Séléné dans les actes de Necrosha et permet notamment à Séléné de rapatrier tous les mutants de Genosha ressuscités.

## Pouvoirs, capacités et équipement
Blink a le pouvoir de se téléporter, elle ou d'autres personnes, sur de grandes distances. Elle pourrait, si elle le voulait, se téléporter sur la Lune depuis la Terre. Elle peut également créer des disques de téléportation dans lesquels elle a l'habitude de lancer des flèches pour blesser grandement ses ennemis.

## Versions alternatives
Dans l'univers alternatif d’Age of Apocalypse, Clarice fait partie de l'équipe des X-Men, dirigée par Magnéto, et combat Apocalypse et ses acolytes. Elle échappe à la destruction de ce monde en intégrant l'équipe des Exilés où elle fut nommée chef d'équipe. Après plusieurs aventures, elle regagna son monde. Mais elle revint rapidement remplacer Sunfire, après la mort de cette dernière.
Le comic book What If? vol.2 #75 présente un univers parallèle où la mutante Blink ne serait pas morte lors de son combat contre la Phalanx.

## Apparitions dans d'autres médias
| |  |  |
| Fan Bingbing incarne le personnage dans le film X-Men: Days of Future Past (2014) puis Jamie Chung dans la série The Gifted (2017-2018). |  |  |

### Films
Interprétée par Fan Bingbing
- 2014 : X-Men: Days of Future Past réalisé par Bryan Singer[3] – On retrouve le personnage dans le futur (en 2023), aux côtés de plusieurs X-Men, à lutter contre les Sentinelles. Elle crée des portails pour que les X-Men s'échappent. Elle est finalement tuée par les robots tueurs de Bolivar Trask, mais ces évènements sont annulés en raison du voyage dans le temps de Wolverine en 1973[4].

### Télévision
- 2017 : The Gifted (série télévisée), interprétée par Jamie Chung et jeune par Leah Lewis le temps d'un épisode.

### Jeux vidéo
- 2005 : X-Men Legends II : L'Avènement d'Apocalypse (personnage non-joueur) - doublée par Tara Strong. Ses capacités de téléportation peuvent être utilisées par le joueur.